# Kership

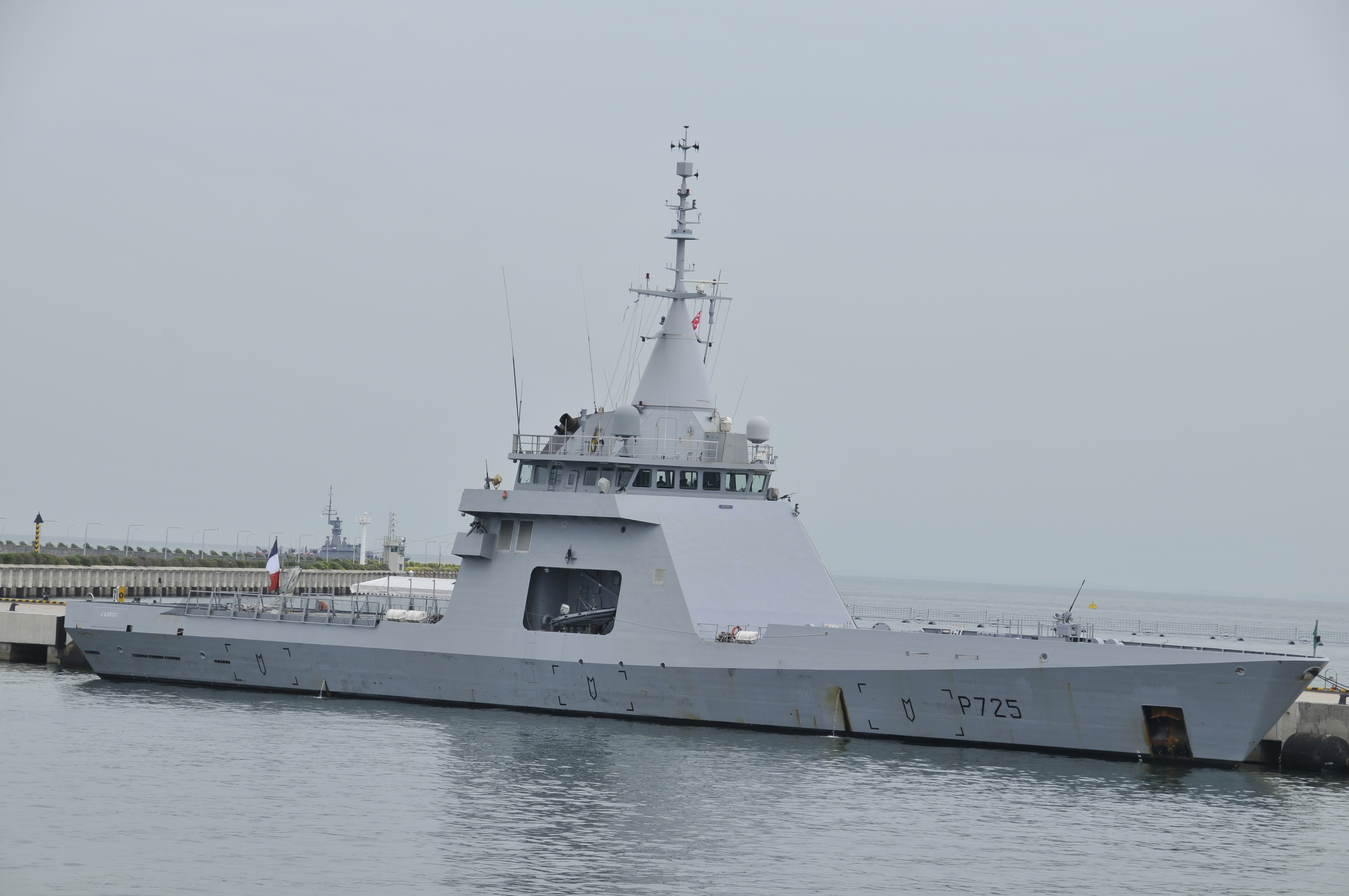
OPV 90 (ex)

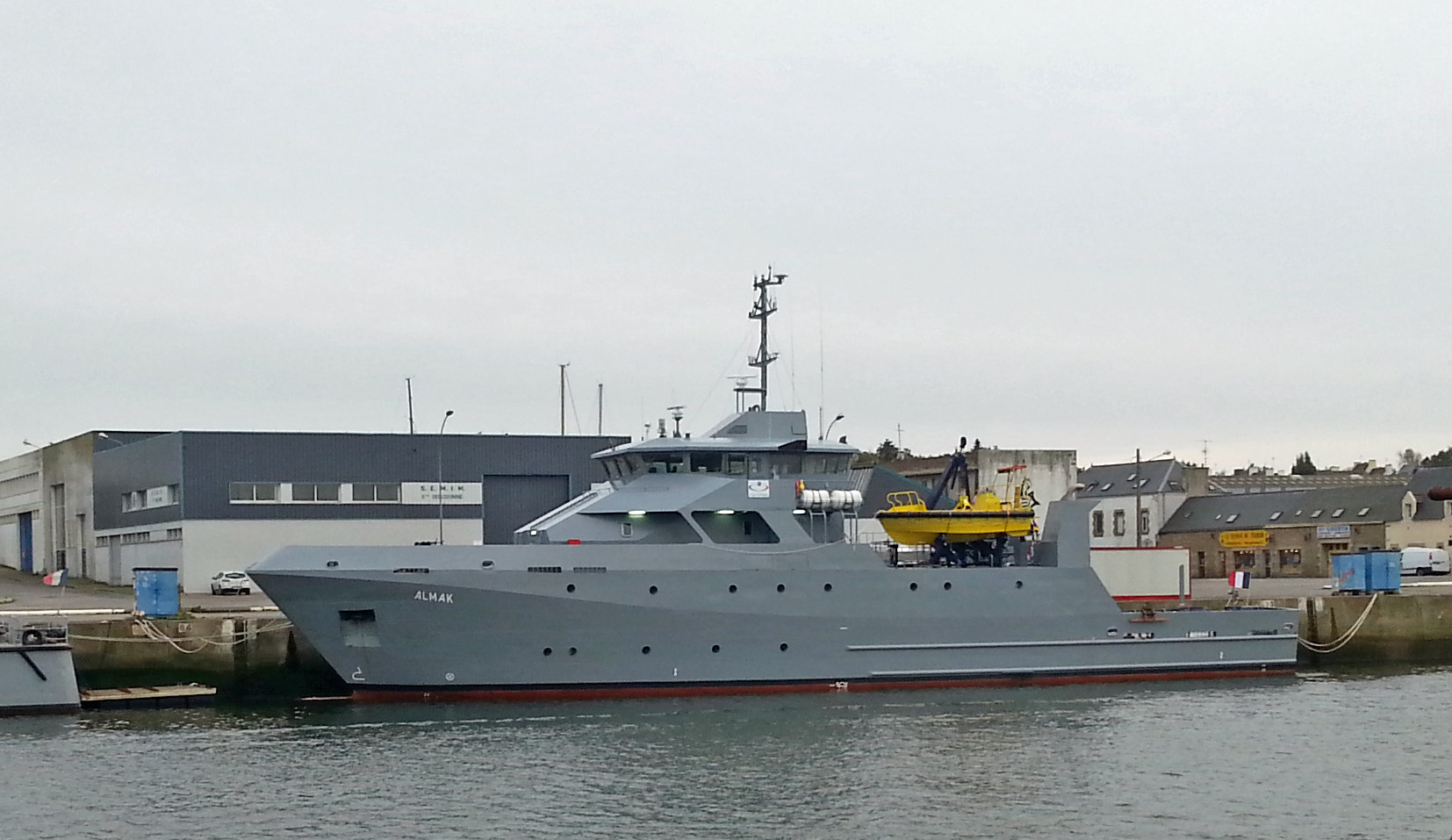
MTS 44

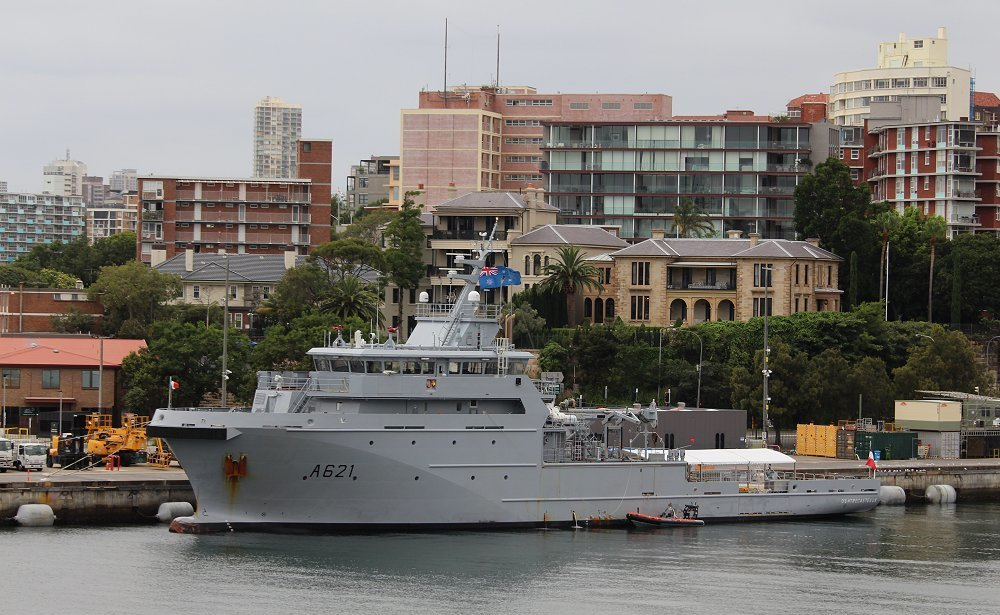
B2M D'Entrecasteaux della

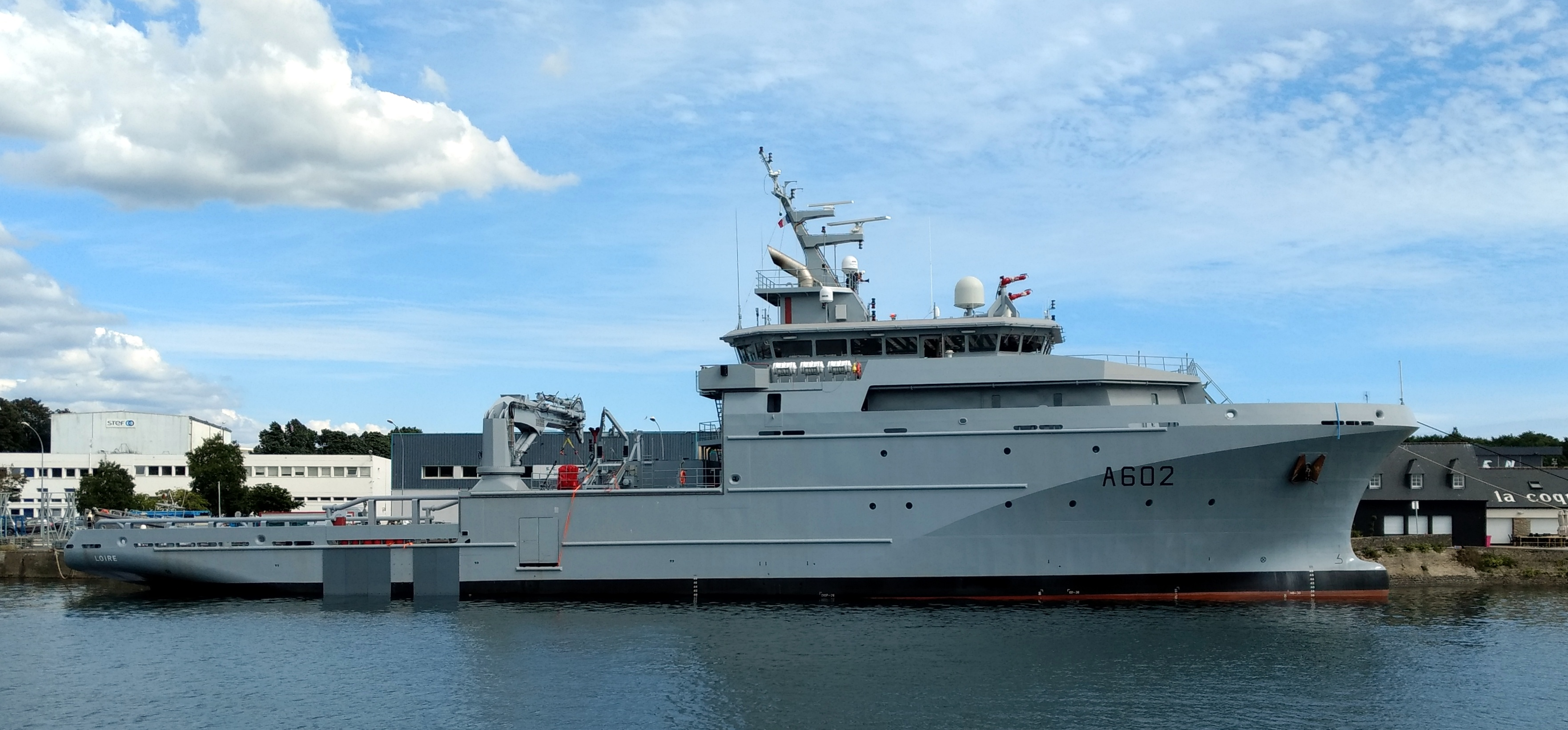
BSAH Loire della

Kership è una joint venture francese attiva nel settore delle costruzioni navali, fondata da Piriou e DCNS nel 2013. L'azienda è specializzata nella costruzione di navi militari destinate a l'action de l'État en mer, ovvero a missioni di guardia costiera.

## Storia
Nel 2011, la DCNS realizzò, con fondi propri, il pattugliatore d'altura L'Adroit; questo doveva essere il modello di base di una gamma di pattugliatori-corvette della classe Gowind; L'Adroit è stato in servizio nella Marine nationale dal 2011 al 2018.
Nel 2013, la Piriou realizzò la nave scuola MTS 44 Almak per la società NavOcéan (creata nel 2012 e detenuta da DCI al 70% e da Piriou al 30%) per la formazione degli ufficiali di marina stranieri.
In seguito, la DCNS decise di utilizzare il nome "Gowind" unicamente per le corvette. Per sviluppare la linea dei pattugliatori OPV, la DCNS creò nel 2013 con la società Piriou la joint venture Kership. L'Adroit costituisce quindi il modello di punta (OPV 90) della linea di pattugliatori d'altura (OPV) di Kership; anche la nave scuola Almak entra nel "catalogo" di Kership, così come le chiatte LCT 50 di Piriou.
Nel gennaio 2014, la Kership si aggiudica il contratto per la fornitura di 3 navi multi-missione (B2M) per la Marine nationale (una quarta nave sarà ordinata nel 2017): classe d'Entrecasteaux.
Nell'ottobre 2014, il Gabon ordina 1 OPV 50; al gennaio 2016 il contratto non è ancora entrato in vigore.
Nel settembre 2015, la Kership si aggiudica il contratto per la fornitura di 2 navi di sostegno e di assistenza d'altura (BSAH) per la Marine nationale (altre due navi saranno ordinate nel 2016): classe Loire.
Nel 2016, nel contesto della vendita di "STX France SA" – che raggruppava i cantieri di Saint-Nazaire (Chantiers de l'Atlantique) e i cantieri di Lorient (ex Leroux Naval) –, Kership acquista "STX France Lorient SAS"; la nuova società assume il nome di "Kership Lorient SASU" ed i cantieri sono situati a Lanester sul sito industriale del Rohu.
Nel giugno 2016, la Kership si aggiudica il contratto per la fornitura di una nave idro-oceanografica multi-missione (BHO2M) per la Marina reale del Marocco; in precedenza Piriou si era aggiudicato un contratto per la fornitura di una LCT 50.
Nel giugno 2018, la Kership si aggiudica il contratto per la fornitura di 4 pattugliatori d'altura (OPV 90) per l'Armada de la República Argentina, la prima nave è L'Adroit e le altre 3 sono delle navi nuove.

## Cantieri
Kership utilizza i cantieri navali di Piriou a Concarneau. I cantieri si estendono su 25 000 m² di terrapieni di stoccaggio e 15 000 m² di immobili. Vi si trovano la sede del gruppo Piriou, gli uffici di progettazione, il cantiere di costruzione e i capannoni utilizzati dalla filiale "Piriou Naval Services". Il cantiere può realizzare navi fino a 110 m di lunghezza in acciaio e/o alluminio; questi capannoni contengono una grande navata principale lunga 80 m nella quale sono assemblate le navi. Inoltre, sono disponibili fino a 1 000 m di banchine nel porto per delle operazioni di allestimento o dei controlli tecnici. Infine, i cantieri possono utilizzare anche il grande bacino di carenaggio di 130 m per 27 m per i controlli tecnici, la ristrutturazione e la riparazione delle navi, ma anche per il completamento di navi nuove.
La filiale "Kership Lorient" (ex "STX France Lorient") ha i propri cantieri navali a Lanester sul sito industriale del Rohu. Teoricamente questo cantiere era stato realizzato per produrre navi fino a 100 m di lunghezza e pesanti 2 000 t; tuttavia dal 2015, il sito è utilizzato per la fabbricazione di strutture metalliche a profitto dei Chantiers de l'Atlantique (all'epoca entrambi i cantieri erano parte di STX France) ed è previsto che nel futuro prossimo si continuerà su questa attività di subappalto a profitto di Kership, Piriou, Naval Group o di altri clienti.
Piriou dispone inoltre di un cantiere sull'anello di Keroman a Lorient, dove può costruire navi fino a 50 m di lunghezza (qui ad esempio è stato realizzato il LCT 50 per la Marina reale del Marocco); qui Piriou costruisce principalmente navi da pesca ed effettua delle attività di riparazione navale.

## Navi

### Catalogo
La Kership produce differenti tipi di navi (fino a 95 metri) per assicurare la protezione navale e marittima:
- Pattugliatori costieri (CPV)
  - CPV 19 (19,3×4,9 m e 35 t)
  - CPV 25 (25,0×5,9 m e 65 t)
  - CPV 32 (32,5×6,4 m e 85 t)
- Pattugliatori d'altura (OPV)
  - OPV 45 (45,7×8,4 m e 270 t)
  - OPV 52 (52,0×9,0 m e 440 t)
  - OPV 58 (58,2×9,5 m e 550 t)
  - OPV 70 (72,5×12,5 m e 1.250 t)
  - OPV 75 (77,0×12,5 m e 1.400 t)
  - OPV 90 (87,0×13,6 m e 1.500 t)
- Navi multi-missione (MPV)
  - B2M (65,0×14,0 m e 2.300 t) – nave multi-missione
  - BSAH (70,3×15,84 m e 2.600 t) – nave di sostegno e di assistenza d'altura
  - LSPV 90 (89,9×16,7 m e 3.000 t) – nave di supporto logistico e di proiezione
- Navi specializzate per l'idrografia, il trasporto o la formazione
  - LCT 25 (25,0×6,0 m e 90 t)
  - LCT 50 (49,9×11,0 m e 300 t)
  - MTS 44 (44,0×9,6 m e 420 t) – nave scuola
  - BHO2M (72,0×15,0 m e 2.600 t) – nave idro-oceanografica multi-missione

### Navi prodotte
| Tipo                             | Nome                | Impostazione | Varo | EIS  |
| -------------------------------- | ------------------- | ------------ | ---- | ---- |
| OPV 90                           | L'Adroit (P 725)    | 2010         | 2011 | 2012 |
| MTS 44                           | Almak               | 2012         | 2013 | 2013 |
| Marine nationale                 |                     |              |      |      |
| B2M – classe d'Entrecasteaux     | D'Entrecasteaux     | 2014         | 2015 | 2016 |
| B2M – classe d'Entrecasteaux     | Bougainville        | 2015         | 2016 | 2016 |
| B2M – classe d'Entrecasteaux     | Champlain           | 2016         | 2016 | 2017 |
| B2M – classe d'Entrecasteaux     | Dumont d'Urville    | 2017         | 2018 | 2019 |
| BSAH – classe Loire              | Loire               | 2016         | 2017 | 2018 |
| BSAH – classe Loire              | Rhône               | 2017         | 2017 | 2018 |
| BSAH – classe Loire              | Seine               | 2017         | 2017 | 2019 |
| BSAH – classe Loire              | Garonne             | 2018         | 2018 | 2019 |
| Marine nationale (Gabon)         |                     |              |      |      |
| OPV 58 (ex OPV 50)               | [ 18 ]              |              |      |      |
| Marine royale                    |                     |              |      |      |
| LCT 50                           | Sidi Ifni (409)     |              |      | 2016 |
| BHO2M                            | Dar El Beïda (804)  |              |      | 2018 |
| Armada de la República Argentina |                     |              |      |      |
| OPV 90                           | ex L'Adroit (P 725) |              |      |      |
| OPV 90                           | OPV 90 (2)          |              |      |      |
| OPV 90                           | OPV 90 (3)          |              |      |      |
| OPV 90                           | OPV 90 (4)          |              |      |      |